# Vinicunca
Vinicunca o Winikunka, llamada también montaña de siete colores, montaña arcoíris o montaña de colores (los vecinos le llaman Cerro Colorado), es una montaña del Perú con una altitud de 5.036 m s. n. m.
Está situada en el camino al nevado Ausangate, en los 
Andes del Perú, Región Cusco, entre los distritos de Cusipata, provincia de Quispicanchi, y Pitumarca, provincia de Canchis.
En la mitad de la década del 2010 comenzó un proceso de masificación turística atraídos por su serie de franjas de varios colores, esto debido a su composición mineralógica presente en las laderas y cumbres.

## Ubicación

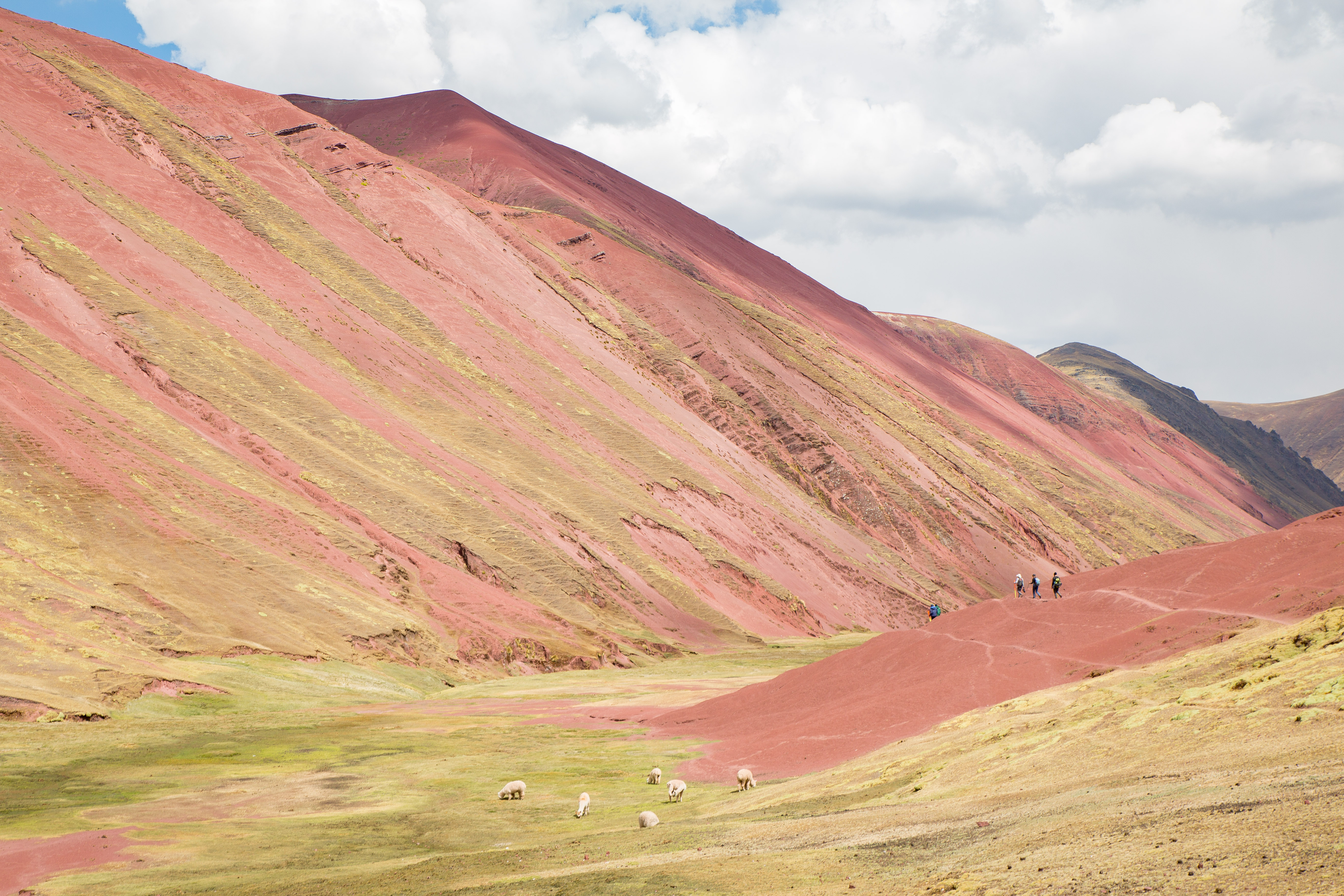
El Valle rojo, camino que conecta Pitumarca con Vinicunca.

Saliendo de la ciudad del Cusco, se conduce por la carrera Longitudinal de la Sierra del Sur peruano (PE-3s) en dirección a la localidad de Checacupe donde se toma la bifurcación hacia el poblado de Pitumarca, y a partir de este poblado se recorre el viaje por una trocha carrozable (vereda de montaña circulable) pasando por varias comunidades campesinas como Ocefina, Japura, Hanchipacha, hasta arribar a la comunidad de Pampa Chiri, lugar donde termina la carretera e inicia la caminata de 5 km aproximadamente hasta el paso de Vinicunca, donde se puede apreciar la formación natural con forma de Arcoíris, considerado la Montaña de Colores.
La entrada a la Montaña Arcoíris se realiza por el pueblo de Pitumarca, a dos horas de la ciudad del Cusco, luego una caminata a pie, en auto o en moto por las faldas de la montaña y luego se puede subir en caballo o a pie el resto del camino hasta llegar a la Montaña de Colores.

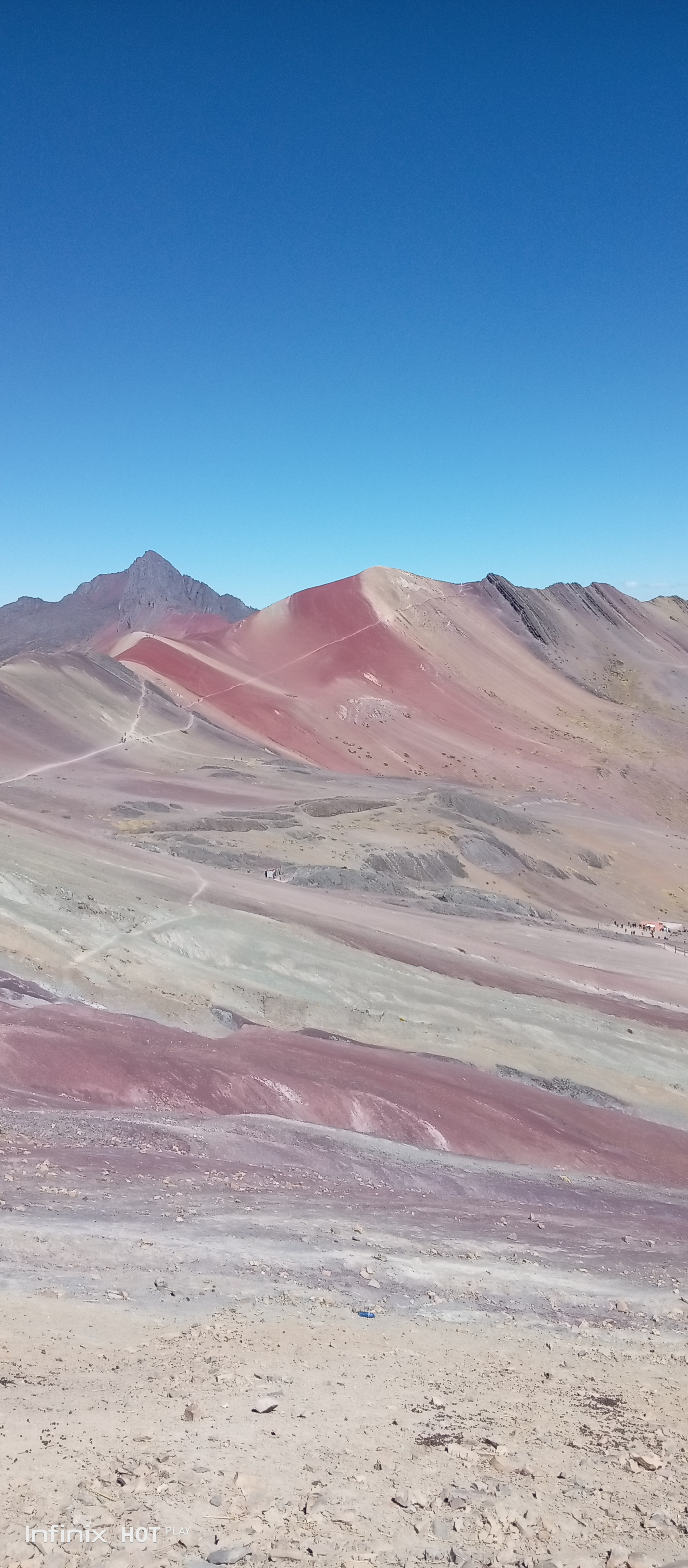
Camino de ingreso a la montaña de siete colores en Cuzco.

## Composición mineralógica
Según la investigación de la Oficina Paisaje Cultural de la Descentralización de la Ciudad del Cusco, las coloraciones de la montaña de los 7 Colores se deben a la composición mineralógica que tiene: el color rosado es por la arcilla roja, fangolitas, fango y arilitas (arena). El blanquecino, por la arenisca cuarzosa y margas, ricos en carbonato de calcio. El rojo por compuesto por las arcilitas (hierro) y arcillas pertenecientes al terciario superior.  El verde se debe al compuesto de filitas y arcillas ricas en ferro magnesiano. El pardo terroso es producto de fanglomerado compuesto por roca con magnesio perteneciente a la era cuaternaria. Y el color amarillo mostaza por las areniscas calcáreas ricas en minerales sulfurados.

## Concesión de la montaña para minería
El proceso empieza el 30 de marzo de 2015 en Lima, cuando la empresa de exploración minera Minquest Perú S.A.C, propiedad de la canadiense Camino Minerals Corporation solicita al Instituto Geológico, Minero y Metalúrgico (INGEMMET) el petitorio minero Red Beds, que se ubica en el territorio de los distritos de Cusipata y Pitumarca con un área de 400 hectáreas que abarcan la totalidad de la Montaña y que se superpone también con las comunidades campesinas de Chillihuani y Pampachiri. Superposición que fue advertida por el INGEMMET conjuntamente con la superposición al Área de Conservación Regional Ausangate promovida por el Gobierno Regional del Cusco. Finalmente, el 16 de marzo de 2018 con la Resolución de Presidencia N° 042-2018-INGEMMET/PCD/PM INGEMMET se otorga el título de concesión minera metálica.
El 21 de mayo, tras el rechazo e indignación que causó la noticia, la empresa comunicó al Gobierno Regional del Cusco, su renuncia a la concesión, sin embargo, el Gobierno Regional indicó que es el Ministerio de Energía y Minas quien deberá asumir las acciones administrativas para recuperar la posesión de estos terrenos. La Cámara Nacional de Turismo (Canatur) manifestó su profunda preocupación por la gestión de Vinicunca, uno de los más importantes componentes de la nueva oferta turística del país.